# Henrik Stenius
Henrik Tomas Einar Stenius, född 19 juni 1945 i Vatikanstaten, är en finländsk historiker. Han är son till Göran Stenius.
Stenius blev 1986 filosofie doktor och är sedan 1988 docent i historia vid Helsingfors universitet, där han också i flera perioder varit tf professor. Han var direktör för Finlandsinstitutet i London 1996–99. Han är för närvarande forskningsdirektör för Centrum för Norden-studier vid Helsingfors universitet.
År 1989 utgav Henrik Stenius med flera boken Kansa liikkeessä i vilken medborgarrörelsernas roll i det finska nationsbygget särskilt betonas.
I sin forskning har Stenius främst ägnat sig åt föreningslivets utveckling i Finland samt medborgarbegreppets utveckling i Finland. Hans huvudpublikationer är doktorsavhandlingen Frivilligt-jämlikt-samfällt. Föreningsväsendets utveckling i Finland fram till 1900-talets början, med speciell hänsyn till massorganisationsprincipens genombrott (1987) samt artikeln "Kansalainen" i verket Käsitteet liikkeessä (2003). Stenius är medlem av den internationella begreppshistoriska forskarskolan Concepta.

### Uppslagsverk
- Stenius, Henrik i Uppslagsverket Finland (webbupplaga, 2012). CC-BY-SA 4.0